# Oxide Dispersion Strengthened
Oxide Dispersion Strengthened ist die geläufige Bezeichnung für Oxid-dispersionsverfestigte (ODS) Superlegierungen. Diese Werkstoffe lassen sich im Allgemeinen nicht schmelzmetallurgisch herstellen und werden deshalb durch mechanisches Legieren erzeugt. Diese Werkstoffe werden z. B. für die temperaturmäßig höchst belasteten Schaufeln von Gasturbinen verwendet.
Die ODS Werkstoffe bestehen im Wesentlichen aus einem metallischen Grundwerkstoff, in welchen hoch stabile Oxide wie das Yttriumoxid atomar feinst verteilt eingebaut werden. Dadurch besitzt das Material selbst bei sehr hohen Temperaturen nicht die Möglichkeit zu diffundieren, bzw. unter Umständen wird auch verhindert, Korngrenzen zu thermodynamisch energetisch niedrigeren Zuständen wandern zu lassen. Sonderfälle dazu sind die einkristallinen ODS-Legierungen.